# Iqaluit

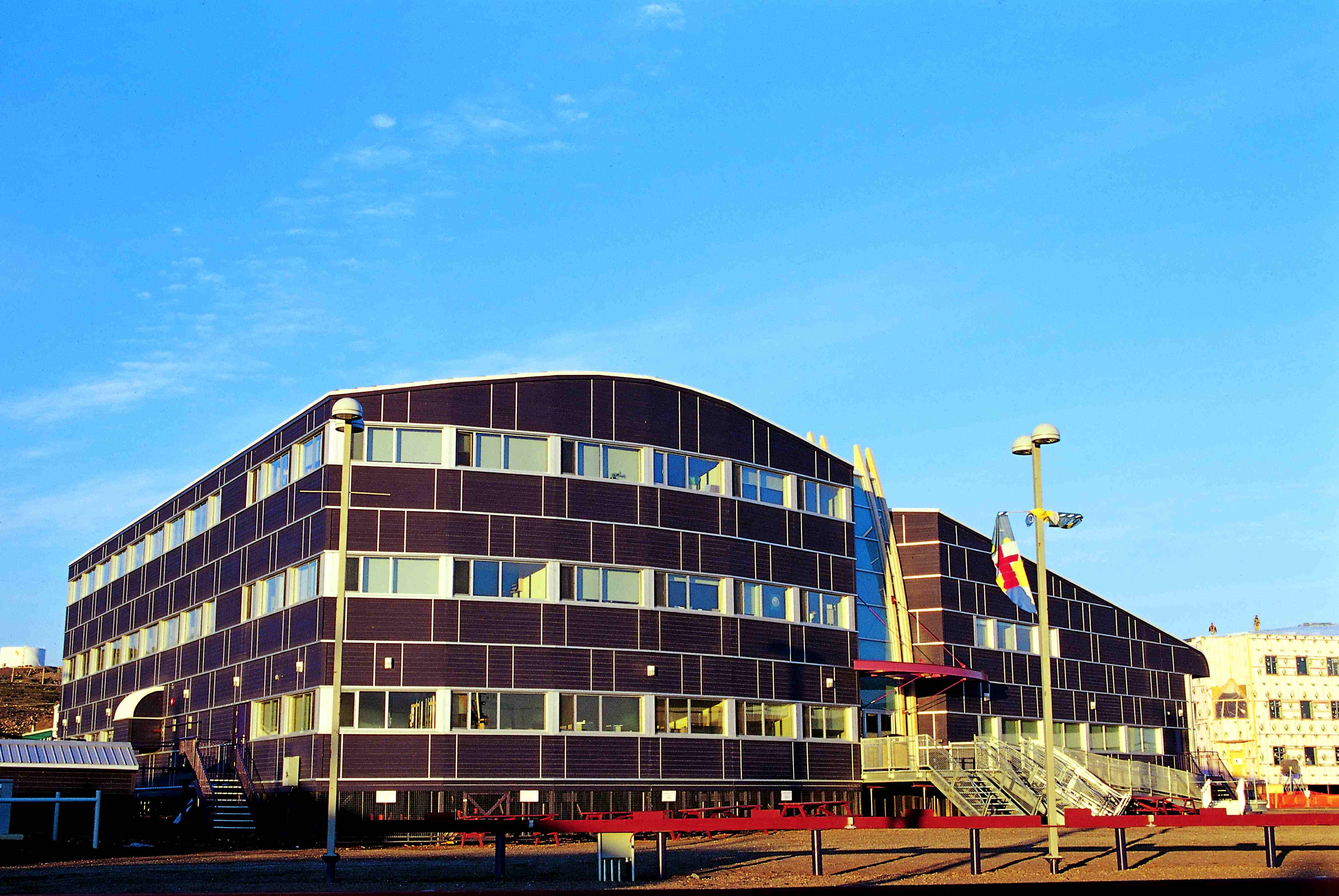
Den lagstiftande församlingens byggnad i Iqaluit

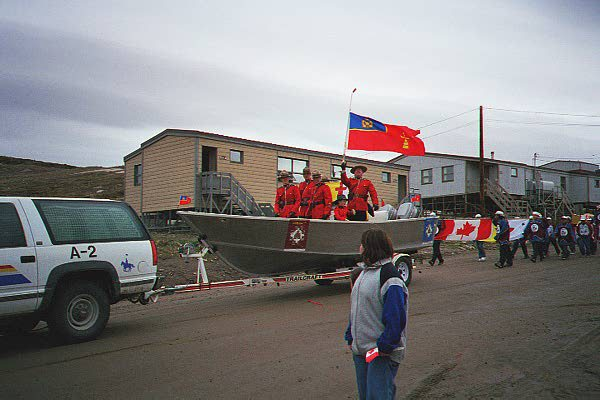
Parad med Kanadas ridande polis i Iqaluit under Kanadadagen 1999.

Iqaluit, tidigare Frobisher Bay, är huvudstad i territoriet Nunavut i Kanada. Staden hade med omgivningar cirka 6 000 invånare år 2006 och är det största samhället i territoriet Nunavut. En majoritet av invånarna i Iqaluit är inuiter. Staden är belägen vid Frobisher Bay på Baffinön i Arktiska oceanen.
Staden grundades som en amerikansk flygbas under andra världskriget, med namnet Frobisher Bay. Den 1 januari 1987 ändrades namnet officiellt till Iqaluit, som på inuitiska betyder "fiskrik plats". I staden utförs bland annat kallväderstester för nya flygplan, inklusive A380. Iqaluit Airport ligger nära staden.
Avsaknaden av en värmande havsström, såsom golfströmmen, gör Iqaluit till en mycket kall plats med ett arktiskt klimat, med maxtemperaturer strax över tio grader under den korta sommaren och oftast under -20 under det kalla vinterhalvåret. Detta trots att staden ligger en bit söder om norra polcirkeln. En stad i Sverige på liknande breddgrad är Umeå.

## Historik
Iqaluit grundades 1942 som en amerikansk flygbas. 